# Tirreno-Adriatico 2016
La Tirreno-Adriatico 2016, cinquantunesima edizione della corsa, valida come terza prova dell'UCI World Tour 2016, si svolse dal 9 al 15 marzo 2016 su un percorso totale di 1 019,8 km suddivisi in sette tappe, successivamente ridotte a sei e su un percorso di 841,8 km a causa dell'annullamento, causa neve, della quinta tappa, con partenza da Lido di Camaiore e arrivo a San Benedetto del Tronto, in Italia. La vittoria fu appannaggio del belga Greg Van Avermaet, il quale completò il percorso in 20h42'22", alla media di 40,081 km/h, precedendo lo slovacco Peter Sagan ed il lussemburghese Bob Jungels.
Sul traguardo di San Benedetto del Tronto 175 ciclisti, su 185 partiti di Lido di Camaiore, portarono a termine la competizione.

## Percorso
Si parte il 9 marzo con una cronosquadre sul lungomare della Versilia con partenza e arrivo, dopo 22,7 km, a Lido di Camaiore. È lo stesso percorso che lo scorso anno fu modificato, diventando una cronometro individuale, a causa del maltempo che aveva flagellato la zona. 
Seconda tappa da Camaiore a Pomarance, di 207 km, adatta ai finisseur, con un'ascesa finale di 9,4 km molto discontinua: una scalinata che alterna tratti al 2-3% a tratti a doppia cifra, fino al 15% di punta massima. 
Prima frazione adatta alla ruote veloci del gruppo sarà la terza tappa, quella che da Castelnuovo di Val di Cecina porterà a Montalto di Castro dopo 176 km. 
Da Montalto di Castro si ripartirà l'indomani per una tappa "mangia e bevi" che terminerà a Foligno. È la frazione più lunga della Corsa dei Due Mari, con i suoi 216 km. 
La quinta tappa (178 km) avrà l'arrivo in salita: il gruppo muoverà da Foligno per affrontare quattro Gran Premi della Montagna (Valico del Soglio, Frontignano, Le Arette e Montelago), prima del traguardo posto ai 1.208 metri di Monte San Vicino, all'interno del territorio del comune di Matelica. Quella finale è una salita di 13 km con pendenze costanti e con un falsopiano nel finale: la pendenza media è del 6,6% mentre quella massima è del 12%. 
Il giorno successivo, da Castelraimondo a Cepagatti (210 km) ritorna il terreno di caccia per velocisti. 
Chiusura con la cronometro individuale (10 km) sul Lungomare di San Benedetto del Tronto, che incoronerà il Re dei Due Mari.

## Tappe
| Tappa  | Data     | Percorso                                          | km     | Vincitore di tappa | Leader cl. generale |
| ------ | -------- | ------------------------------------------------- | ------ | ------------------ | ------------------- |
| 1ª     | 9 marzo  | Lido di Camaiore (cron. a squadre)                | 22,7   | BMC Racing Team    | Daniel Oss          |
| 2ª     | 10 marzo | Camaiore > Pomarance                              | 207    | Zdeněk Štybar      | Zdeněk Štybar       |
| 3ª     | 11 marzo | Castelnuovo di Val di Cecina > Montalto di Castro | 176    | Fernando Gaviria   | Zdeněk Štybar       |
| 4ª     | 12 marzo | Montalto di Castro > Foligno                      | 216    | Steve Cummings     | Zdeněk Štybar       |
| 5ª     | 13 marzo | Foligno > Monte San Vicino                        | 178    | annullata          | annullata           |
| 6ª     | 14 marzo | Castelraimondo > Cepagatti                        | 210    | Greg Van Avermaet  | Greg Van Avermaet   |
| 7ª     | 15 marzo | San Benedetto del Tronto (cron. individuale)      | 10,1   | Fabian Cancellara  | Greg Van Avermaet   |
| Totale | Totale   | Totale                                            | 1019,8 |                    |                     |

## Squadre partecipanti
Prendono parte alla competizione 23 squadre: oltre alle 18 formazioni con licenza UCI World Tour, partecipanti di diritto, sono state invitate 5 squadre UCI Professional Continental, Androni Giocattoli-Sidermec, Bardiani-CSF, Bora-Argon 18, Caja Rural-Seguros RGA e CCC Sprandi Polkowice.
| N.      | Cod. | Squadra                     |
| ------- | ---- | --------------------------- |
| 1-8     | TNK  | Tinkoff                     |
| 11-18   | ALM  | AG2R La Mondiale            |
| 21-28   | AND  | Androni Giocattoli-Sidermec |
| 31-38   | AST  | Astana Pro Team             |
| 41-48   | BAR  | Bardiani-CSF                |
| 51-58   | BMC  | BMC Racing Team             |
| 61-68   | BOA  | Bora-Argon 18               |
| 71-78   | CJR  | Caja Rural-Seguros RGA      |
| 81-88   | CPT  | Cannondale Pro Cycling Team |
| 91-98   | CCC  | CCC Sprandi Polkowice       |
| 101-108 | DDD  | Team Dimension Data         |
| 111-118 | EQS  | Etixx-Quick Step            |

| N.      | Cod. | Squadra             |
| ------- | ---- | ------------------- |
| 121-128 | FDJ  | FDJ                 |
| 131-138 | IAM  | IAM Cycling         |
| 141-148 | LAM  | Lampre-Merida       |
| 151-158 | LTS  | Lotto-Soudal        |
| 161-168 | MOV  | Movistar Team       |
| 171-178 | OGE  | Orica-GreenEDGE     |
| 181-188 | TGA  | Team Giant-Alpecin  |
| 191-198 | KAT  | Team Katusha        |
| 201-208 | TLJ  | Team Lotto NL-Jumbo |
| 211-218 | SKY  | Team Sky            |
| 221-228 | TFS  | Trek-Segafredo      |

## Dettagli delle tappe

### 1ª tappa
- 9 marzo: Lido di Camaiore – Cronometro a squadre – 22,7 km

Risultati
| Pos. | Squadra          | Tempo  |
| ---- | ---------------- | ------ |
| 1    | BMC Racing Team  | 23'55" |
| 2    | Etixx-Quick Step | a 2"   |
| 3    | FDJ              | a 9"   |

| Pos. | Corridore          | Squadra | Tempo  |
| ---- | ------------------ | ------- | ------ |
| 1    | Daniel Oss         | BMC     | 23'55" |
| 2    | Tejay van Garderen | BMC     | s.t.   |
| 3    | Greg Van Avermaet  | BMC     | s.t.   |

### 2ª tappa
- 10 marzo: Camaiore > Pomarance – 207 km

Risultati
| Pos. | Corridore        | Squadra   | Tempo    |
| ---- | ---------------- | --------- | -------- |
| 1    | Zdeněk Štybar    | Etixx     | 5h10'03" |
| 2    | Peter Sagan      | Tinkoff   | a 1"     |
| 3    | E. Boasson Hagen | Dimension | s.t.     |

| Pos. | Corridore          | Squadra | Tempo    |
| ---- | ------------------ | ------- | -------- |
| 1    | Zdeněk Štybar      | Etixx   | 5h33'50" |
| 2    | Greg Van Avermaet  | BMC     | a 9"     |
| 3    | Tejay van Garderen | BMC     | s.t.     |

### 3ª tappa
- 11 marzo: Castelnuovo di Val di Cecina > Montalto di Castro – 176 km

Risultati
| Pos. | Corridore        | Squadra | Tempo    |
| ---- | ---------------- | ------- | -------- |
| 1    | Fernando Gaviria | Etixx   | 4h17'28" |
| 2    | Caleb Ewan       | Orica   | s.t.     |
| 3    | Elia Viviani     | Sky     | s.t.     |

| Pos. | Corridore      | Squadra | Tempo    |
| ---- | -------------- | ------- | -------- |
| 1    | Zdeněk Štybar  | Etixx   | 9h51'18" |
| 2    | Damiano Caruso | BMC     | a 9"     |
| 3    | Daniel Oss     | BMC     | s.t.     |

### 4ª tappa
- 12 marzo: Montalto di Castro > Foligno – 216 km

Risultati
| Pos. | Corridore        | Squadra   | Tempo    |
| ---- | ---------------- | --------- | -------- |
| 1    | Steve Cummings   | Dimension | 6h04'49" |
| 2    | Salvatore Puccio | Sky       | a 13"    |
| 3    | Natnael Berhane  | Dimension | s.t.     |

| Pos. | Corridore         | Squadra | Tempo     |
| ---- | ----------------- | ------- | --------- |
| 1    | Zdeněk Štybar     | Etixx   | 15h56'32" |
| 2    | Damiano Caruso    | BMC     | a 9"      |
| 3    | Greg Van Avermaet | BMC     | s.t.      |

### 5ª tappa
- 13 marzo: Foligno > Monte San Vicino – 178 km

Annullata a causa del maltempo

### 6ª tappa
- 14 marzo: Castelraimondo > Cepagatti – 210 km

Risultati
| Pos. | Corridore          | Squadra | Tempo    |
| ---- | ------------------ | ------- | -------- |
| 1    | Greg Van Avermaet  | BMC     | 4h34'14" |
| 2    | Peter Sagan        | Tinkoff | s.t.     |
| 3    | Michał Kwiatkowski | Sky     | a 2"     |

| Pos. | Corridore         | Squadra | Tempo     |
| ---- | ----------------- | ------- | --------- |
| 1    | Greg Van Avermaet | BMC     | 20h30'43" |
| 2    | Zdeněk Štybar     | Etixx   | a 7"      |
| 3    | Peter Sagan       | Tinkoff | a 8"      |

### 7ª tappa
- 15 marzo: San Benedetto del Tronto – Cronometro individuale – 10,1 km

Risultati
| Pos. | Corridore         | Squadra | Tempo  |
| ---- | ----------------- | ------- | ------ |
| 1    | Fabian Cancellara | Trek    | 11'08" |
| 2    | Johan Le Bon      | FDJ     | a 13"  |
| 3    | Tony Martin       | Etixx   | a 15"  |

| Pos. | Corridore         | Squadra | Tempo     |
| ---- | ----------------- | ------- | --------- |
| 1    | Greg Van Avermaet | BMC     | 20h42'22" |
| 2    | Peter Sagan       | Tinkoff | a 1"      |
| 3    | Bob Jungels       | Etixx   | a 23"     |

## Evoluzione delle classifiche
| Tappa              | Vincitore          | Classifica generale Maglia azzurra | Classifica a punti Maglia rossa | Classifica scalatori Maglia verde | Classifica giovani Maglia bianca | Classifica a squadre |
| ------------------ | ------------------ | ---------------------------------- | ------------------------------- | --------------------------------- | -------------------------------- | -------------------- |
| 1ª                 | BMC Racing Team    | Daniel Oss                         | non assegnata                   | non assegnata                     | Yves Lampaert                    | BMC Racing Team      |
| 2ª                 | Zdeněk Štybar      | Zdeněk Štybar                      | Zdeněk Štybar                   | Zdeněk Štybar                     | Bob Jungels                      | BMC Racing Team      |
| 3ª                 | Fernando Gaviria   | Zdeněk Štybar                      | Peter Sagan                     | Zdeněk Štybar                     | Bob Jungels                      | BMC Racing Team      |
| 4ª                 | Steve Cummings     | Zdeněk Štybar                      | Peter Sagan                     | Cesare Benedetti                  | Bob Jungels                      | BMC Racing Team      |
| 5ª                 | annullata          | Zdeněk Štybar                      | Peter Sagan                     | Cesare Benedetti                  | Bob Jungels                      | BMC Racing Team      |
| 6ª                 | Greg Van Avermaet  | Greg Van Avermaet                  | Peter Sagan                     | Cesare Benedetti                  | Bob Jungels                      | Etixx-Quick Step     |
| 7ª                 | Fabian Cancellara  | Greg Van Avermaet                  | Peter Sagan                     | Cesare Benedetti                  | Bob Jungels                      | Etixx-Quick Step     |
| Classifiche finali | Classifiche finali | Greg Van Avermaet                  | Peter Sagan                     | Cesare Benedetti                  | Bob Jungels                      | Etixx-Quick Step     |

Maglie indossate da altri ciclisti in caso di due o più maglie vinte
- Nella 3ª tappa Simone Andreetta ha indossato la maglia rossa al posto di Zdeněk Štybar e Federico Zurlo ha indossato quella verde al posto di Zdeněk Štybar.
- Nella 4ª tappa Davide Villella ha indossato la maglia verde al posto di Zdeněk Štybar.

## Classifiche finali

### Classifica generale - Maglia azzurra
| Pos. | Corridore          | Squadra | Tempo     |
| ---- | ------------------ | ------- | --------- |
| 1    | Greg Van Avermaet  | BMC     | 20h42'22" |
| 2    | Peter Sagan        | Tinkoff | a 1"      |
| 3    | Bob Jungels        | Etixx   | a 23"     |
| 4    | S. Reichenbach     | FDJ     | a 24"     |
| 5    | Thibaut Pinot      | FDJ     | s.t.      |
| 6    | Vincenzo Nibali    | Astana  | a 29"     |
| 7    | Zdeněk Štybar      | Etixx   | a 33"     |
| 8    | Michał Kwiatkowski | Sky     | a 39"     |
| 9    | Bauke Mollema      | Trek    | a 45"     |
| 10   | Roman Kreuziger    | Tinkoff | a 48"     |

### Classifica a punti - Maglia rossa
| Pos. | Corridore         | Squadra | Punti |
| ---- | ----------------- | ------- | ----- |
| 1    | Peter Sagan       | Tinkoff | 36    |
| 2    | Greg Van Avermaet | BMC     | 22    |
| 3    | Zdeněk Štybar     | Etixx   | 20    |
| 4    | Caleb Ewan        | Orica   | 16    |
| 5    | Fernando Gaviria  | Etixx   | 13    |

### Classifica scalatori - Maglia verde
| Pos. | Corridore        | Squadra | Punti |
| ---- | ---------------- | ------- | ----- |
| 1    | Cesare Benedetti | Bora    | 11    |
| 2    | Federico Zurlo   | Lampre  | 10    |
| 3    | Valerio Conti    | Lampre  | 8     |
| 4    | Zdeněk Štybar    | Etixx   | 6     |
| 5    | Diego Ulissi     | Lampre  | 5     |

### Classifica giovani - Maglia bianca
| Pos. | Corridore       | Squadra    | Tempo     |
| ---- | --------------- | ---------- | --------- |
| 1    | Bob Jungels     | Etixx      | 20h31'04" |
| 2    | Adam Yates      | Orica      | a 23"     |
| 3    | Natnael Berhane | Dimension  | a 2'07"   |
| 4    | Jaime Rosón     | Caja Rural | a 3'11"   |
| 5    | Patrick Konrad  | Bora       | a 3'23"   |

### Classifica a squadre
| Pos. | Squadra          | Tempo     |
| ---- | ---------------- | --------- |
| 1    | Etixx-Quick Step | 60h45'14" |
| 2    | Team Sky         | a 6"      |
| 3    | Astana Pro Team  | a 17"     |
| 4    | Movistar Team    | a 19"     |
| 5    | AG2R La Mondiale | a 1'05"   |